# Baseballová rukavice

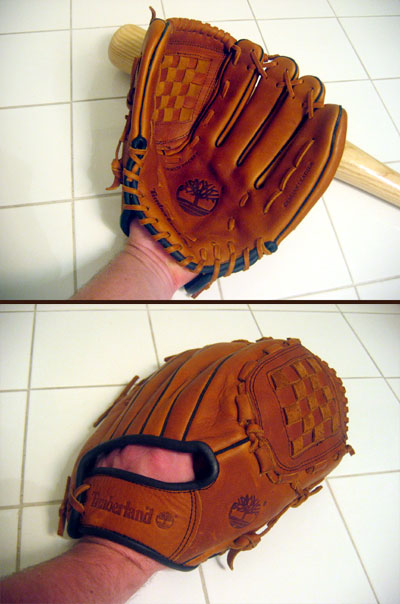
Baseballová rukavice

Baseballová rukavice (lapačka) je velká kožená rukavice, kterou používají v baseballu hráči v poli a která jim usnadňuje chycení míčku. Pro různé herní posty se vyrábějí varianty, které se mírně liší svou konstrukcí. Velmi podobné (typicky o něco větší) rukavice se používají v softballu.
Pravidla baseballu stanovují omezení na rozměry, materiál a barvu rukavic.
Pálkaři občas nosí rukavičky, které pomáhají držet pálku a tlumit náraz.